# Pteronemobius lineolatus
Pteronemobius lineolatus is een rechtvleugelig insect uit de familie krekels (Gryllidae). De wetenschappelijke naam van deze soort is voor het eerst geldig gepubliceerd in 1835 door Brullé.